# Pölkky (ö i Södra Savolax)
Pölkky är en ö i Finland. Den ligger i sjön Haukivesi och i kommunen Jorois i den ekonomiska regionen  Pieksämäki ekonomiska region  och landskapet Södra Savolax, i den södra delen av landet, 270 km nordost om huvudstaden Helsingfors. Öns area är 1,5 hektar och dess största längd är 160 meter i nord-sydlig riktning.